# Aérospatiale SA 330 Puma
Aérospatiale SA 330 Puma (укр. СА 330 «Пума») — французький чотирилопатевий, двомоторний багатоцільовий середній транспортний вертоліт. Розроблений фірмою Sud Aviation (надалі Aérospatiale, нині — Airbus Helicopters).
Розробка Puma почалася в середині 1960-х років у відповідь на вимогу французької армії щодо середнього універсального вертольота, здатного працювати за будь-яких погодних умов.
Конструкція Puma включала кілька нововведень, таких як автоматична система перевірки лопатей та просунуті антивібраційні механізми, інтегровані в головний редуктор і лопаті несучого гвинта. Вертоліт розроблений для роботи вночі, у складних погодних умовах та в різних кліматичних зонах — від Арктики до пустелі. Він також має високий запас потужності, що дозволяє йому ефективно літати навіть при максимальному завантаженні на одному працюючому двигуні. Вертоліт розрахований на перевезення до 16 солдатів у сидячому положенні або до шести носилок із чотирма медиками для евакуації поранених. Крім того, він може транспортувати до 2500 кг вантажу як у кабіні, так і на зовнішній підвісці.
Перший прототип Puma здійснив свій перший політ 15 квітня 1965 року, а серійний зразок уперше піднявся в повітря у вересні 1968 року. Поставки у французьку армію розпочалися на початку 1969 року, і незабаром вертоліт став комерційно успішним. Його виробництво продовжилося у 1980-х роках під керівництвом Aérospatiale, правонаступниці Sud Aviation. Ліцензійне виробництво велося також у Румунії під маркою IAR 330, а в Південній Африці створили два неліцензовані варіанти — ударний вертоліт Denel Rooivalk і багатоцільовий Atlas Oryx.
Згодом було розроблено кілька удосконалених модифікацій, зокрема AS332 Super Puma та AS532 Cougar, які вироблялися компаніями Eurocopter та її наступницею Airbus Helicopters з початку 1990-х років. Виробництво цих моделей триває й досі.
Вертоліт брав участь у багатьох збройних конфліктах, зокрема у Війні в Перській затоці, Південноафриканській прикордонній війні, Португальських колоніальних війнах, Югославських війнах, Ліванській громадянській війні, Війні в Іраку та Фолклендській війні. Багато операторів модернізували свої Puma, додавши «скляні кабіни», системи GPS-навігації та засоби захисту.
Вертольоти «Пума» постачаються Україні в рамках допомоги для відбиття російської агресії. Перші постачання почалися наприкінці 2024 року.

## Історія

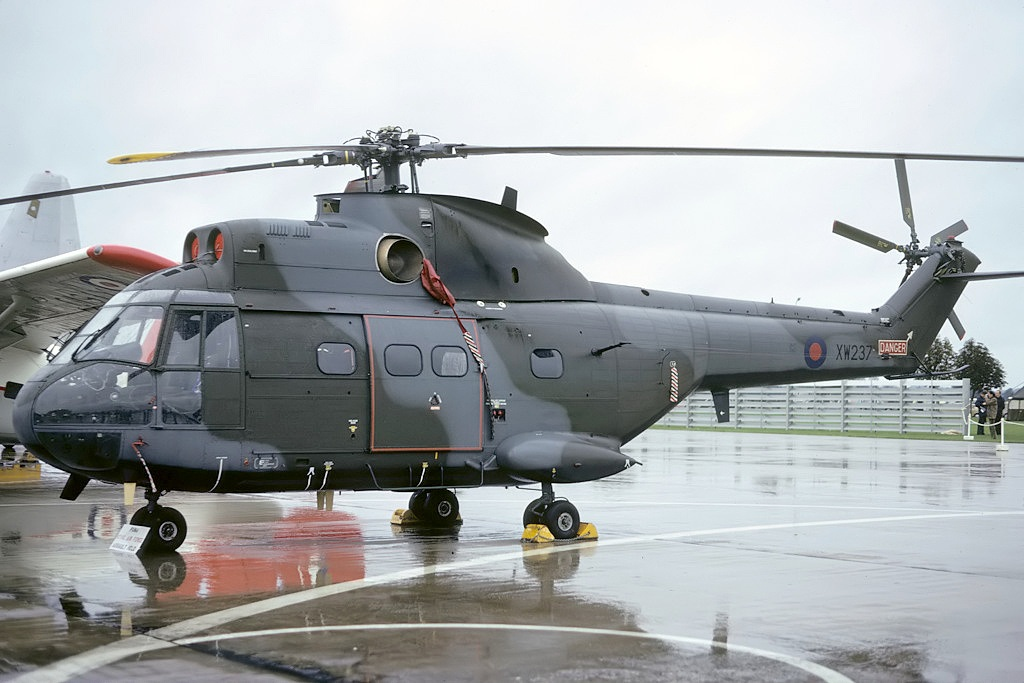
Westland SA-330E Puma HC.1 Королівських ПС Великобританії

У 1962 році командування французької армії сформулювало вимоги до середнього транспортного вертольота, здатному виконувати завдання за будь-якої погоди вдень і вночі. Досвід Алжиру показав, що гелікоптер найбільш вразливий в момент висадки десанту, тобто, час покидання його бійцями має бути мінімальним. Тому в вантажопасажирській кабіні крім задньої рампи передбачили дві великі розсувні двері по бортах. В отворах цих дверей при необхідності монтувалися кулемети. Розміри кабіни дозволяли розмістити відділення піхоти (12 солдатів) з повним спорядженням.
При створенні SA.330 використовували допомогу зарубіжних конструкторів. Фірма «Сікорський» надала технічну допомогу при проектуванні Чотирьохлопатевий несучий гвинт, та головний редуктор допомагали робити італійці — інженери концерну ФІАТ. Проектування нового вертольота збіглося за часом з періодом тісної кооперації Франції і Великої Британії в області розробки і виробництва військової техніки. Плодами цієї співпраці стали винищувач-бомбардувальник «Ягуар» і кілька типів вертольотів.
Вперше інформація про SA.330 була оприлюднена на XXV Паризькому авіасалоні, що проходив в липні 1963 року. Контракт на виготовлення двох дослідних зразків вертольота і шести машин передсерійної серії був підписаний між міністерством оборони Франції і представниками Sud Aviation 20 серпня 1964 року.
15 квітня 1965 р. здійснив перший політ перший з двох прототипів, а 30 липня 1968 р. піднявся в повітря останній з шести передсерійних зразків вертольота, останній полетів на випробування у Сполучене Королівство. У 1968 році міністерство оборони Франції замовило 54 вертольота SA.330 з початком поставок в 1-му кварталі наступного року, та можливістю закупівлі пізніше ще 76 машин.
Виробництво велося на заводі в Маріньяні. Перша серійна «Пума» піднялася в повітря 13 вересня 1968 р. Це був вертоліт типу SA.330B, що комплектувався за французькими нормам. У 1969 р на цьому підприємстві збирали вже по п'ять машин на місяць. Поставка серійних вертольотів цього типу в збройні сили Франції почалася в 1969 році, а в КПС Великої Британії — в 1970 році.
Англійський варіант отримав у французів позначення SA.330E, а в збройних силах Великої Британії іменувався «Пума» НС.Мк 1. Вертольоти першої партії, 40 машин, були практично ідентичні французьким SA.330B, трохи відрізняючись лише по обладнанню. Перший вертоліт британської збірки піднявся в небо в грудні 1970 році.
У 1974 році компанія Aerospatiale розпочала розробку вдосконалених модифікацій Puma з метою створення її наступника. Ці зусилля привели до появи AS332 Super Puma. Перший прототип Super Puma піднявся в повітря 13 вересня 1978 року — він мав потужніші двигуни та подовжений аеродинамічно вдосконалений фюзеляж. До 1980 року виробництво AS332 Super Puma перевищило випуск початкової моделі SA 330 Puma.
SA 330 став успішною моделлю на експортному ринку — численні країни придбали військові варіанти Puma для своїх збройних сил. Вертоліт також отримав популярність у цивільному секторі, особливо для транспортування персоналу та вантажів на морські нафтові платформи. У 1970-х роках SA 330 Puma був найпопулярнішим транспортним вертольотом, який вироблявся в Європі. До липня 1978 року понад 50 Puma вже були передані цивільним операторам, а загальний наліт світового парку цих вертольотів перевищив 500 000 годин.
Румунія уклала угоду з Aerospatiale про ліцензійне виробництво Puma під назвою IAR 330. Загалом у Румунії було виготовлено щонайменше 163 одиниці для Збройних сил Румунії, цивільних операторів та експортних клієнтів. Індонезія також розгорнула локальне виробництво SA 330.
Південна Африка, один із активних експлуатантів Puma, провела масштабну модифікацію та програму локального виробництва під керівництвом державної компанії Atlas Aircraft Corporation, що призвело до створення Atlas Oryx. У 1990-х роках компанія Denel розробила на базі Puma ударний вертоліт для Повітряних сил ПАР під назвою Denel Rooivalk.
Випуск SA 330 Puma компанією Aérospatiale було припинено у 1987 році, коли загальна кількість проданих вертольотів досягла 697 одиниць. Однак виробництво в Румунії продовжилося у XXI столітті.

## Тактико-технічні характеристики
Наведені характеристики відповідають модифікації SA 330H Puma.
Джерела даних: Jane's All The World's Aircraft 1976–77

### Технічні характеристики
- Екіпаж: 3 особи
- Пасажиромісткість: 16
- Довжина: 18,15 м
- Діаметр несучого гвинта: 15,00 м
- Висота: 5,14 м

Схема SA 330 Puma в 3 проекціях

- Площа, охоплена несучим гвинтом: 177 м²
- Маса порожнього: 3 536 кг
- Максимальна злітна маса: 7 000 кг
- Силова установка: 2 × Turbomeca Turmo IVC
- Потужність двигунів: 2 × 1 575 к.с. (2 × 1 175 кВт)

### Льотні характеристики
- Максимально допустима швидкість: 273 км/год
- Максимальна швидкість: 257 км/год
- Крейсерська швидкість: 248 км/год
- Практична дальність: 580 км
- Практична стеля: 4 800 м
- Швидкопідйомність: 7,1 м/с

### Озброєння
- Стрілецько-гарматне:
  - 20-мм авіаційні гармати з боків фюзеляжу
  - 7,62 мм кулемети у дверних отворах

## Варіанти та модифікації

### Варіанти Aérospatiale
- SA 330A — прототип, оригінальна назва «Alouette IV».
- SA 330B — перша серійна модель для французької армії
- SA 330C — вертоліт для експорту з ГТД Turmo IVC
- SA 330E — варіант вертольота, виготовлений англійською компанією «Westland»
- SA.330F — цивільний варіант вертольота
- SA.330G — вдосконалений SA.330F з ГТД Turmo IVC
- SA.330H — вдосконалений SA.330B з ГТД Turmo IVC
- SA.330J — цивільний варіант на основі SA.330F з ГТД Turmo IVC
- SA.330L — багатоцільовий експортний варіант вертольота
- SA.330S — модернізована версія SA.330L (перероблених із SA.330C) для Повітряних сил Португалії. Оснащена двигунами Turbomeca Makila.
- SA.330SM — Ліванська переобладнана ударна версія, оснащена однією 30-мм револьверною гарматою ADEN Mk 4/5 на модифікованому підвісі з бічним поворотним кріпленням, а також парою пускових установок для 68-мм некерованих ракет SNEB з кожного боку.
- SA.330Z — прототип з фенестроном у хвості.
- SA.331 Puma Makila — льотний стенд для випробувань двигунів серії AS.332 Super Puma, оснащений двома двигунами Turbomeca Makila.

### Варіанти інших виробників
- Atlas Aircraft Corporation Oryx — Південноафриканська модифікована версія SA 330 Puma створена для ВПС ПАР. Гібридна версія, сконструйована на базі SA.330L, але з системою двигуна вертольота SA.332.
- IAR 330 — ліцензійна модифікація розроблена румунською Industria Aeronautică Română.
- Westland Puma HC.Mk 1 (Puma HC.1) — еквівалент SA 330E, зібраний компанією Westland Helicopters для КПС Великої Британії, вперше здійснив політ 25 листопада 1970 року. Мав кілька спільних характеристик із SA 330B, який використовували Збройні сили Франції. ПС Великої Британії спочатку замовили 40 вертольотів Puma у 1967 році, а в 1979 році додатково придбали ще вісім машин для заміни втрачених.[12]
- Airbus Helicopters Puma HC.Mk 2 (Puma HC.2) — модифіковані Puma HC.Mk1,[13] всього було оновлено 24 одиниці. Оновлені потужнішими двигунами Turbomeca Makila 1A1, «скляною кабіною» та новою авіонікою, засобами захищеного зв’язку та покращеним обладнанням для самозахисту.[14]

## Оператори
На початок 2013, ці країни використовували військовий варіант Puma:

 Алжир
 Аргентина
 Бельгія
 Бразилія

 Камерун
 Чилі
 Кот-д'Івуар

 Франція
 Німеччина
 Греція
 Індонезія
 Іран
 Ірландія
 Кувейт
 Малаві
 Мексика
 Марокко
 Непал
 Нігерія

 Пакистан
 Філіппіни
 Португалія
 Румунія
 ПАР

 Словенія
 Іспанія
 Швейцарія
 Того
 Туреччина
 ОАЕ
 Велика Британія

### Україна
Наприкінці 2024 року Міністерство оборони Португалії передало Україні вісім вертольотів SA-330 Puma у рамках пакета військової допомоги.
Інформація про передачу була опублікована в документі щодо наданої Україні допомоги та підтверджена міністром оборони.
2 квітня 2025 року видання Avions Légendaires повідомило, що Велика Британія передасть Україні транспортні гелікоптери Puma HC.2. Відповідно інформації, Міністерство оборони Сполученого Королівства передасть Україні від 8 до 10 гелікоптерів Puma, які були зняті з експлуатації 31 квітня 2025 року.

## Цікаві факти
- У фільмі «Рембо: Перша кров, частина II» 1985 року вертоліт SA 330 Puma виконував роль радянського вертольота Мі-24.